# ママコチャ (競走馬)
ママコチャ（欧字名:Mama Cocha、2019年4月5日 - ）は、日本の競走馬。2023年のスプリンターズステークス、2025年のオーシャンステークスの勝ち馬である。
2023年度のJRA賞最優秀スプリンターである。

## 戦績
ノーザンファームの生産で、父クロフネ・母ブチコと同様に金子真人ホールディングスの所有馬となった。インカ神話の海の女神（ママ・コチャ）から採って「ママコチャ」と命名され、栗東トレーニングセンターの池江泰寿厩舎に預けられた。

### 2歳（2021年）
6月26日阪神芝1400mの2歳新馬戦で福永祐一を背に2番人気で出走。道中中団のやや後ろでレースを進めるも直線で伸び切れず8着に敗れる。なお、この新馬戦には後に重賞を勝利するドンフランキーとアグリも出走していた。9月18日中京芝1600mの2歳未勝利戦3着を挟み、10月24日阪神芝1400mの2歳未勝利戦では2番手追走から直線で抜け出すと後続に2馬身半差をつけ3戦目で初勝利を挙げる。重賞初挑戦となったファンタジーステークスでは道中4番手追走から直線で懸命に脚を伸ばしたがウォーターナビレラの3着に敗れ、2歳シーズンを終えた。

### 3歳（2022年）
2月5日のエルフィンステークスでは4番手追走から脚を伸ばすも先に抜け出したアルーリングウェイを捕えられず2着。その後、6月19日阪神芝1400mの3歳上1勝クラスでは3番手追走から最後の直線で逃げ粘るエイシンピクセルをクビ差かわして2勝目を挙げる。7月30日の豊栄特別では好位追走から直線で抜け出すと後続に3馬身半差をつけ快勝。続く納屋橋ステークスでは道中2・3番手追走から直線で内を突いて抜け出し3連勝となり、オープン入りする。12月17日のターコイズステークスでは好位追走も伸びあぐねて5着に終わる。

### 4歳（2023年）
4月8日の阪神牝馬ステークスではスタートでの出遅れが響いて9着に敗れる。続く5月28日のリステッド・安土城ステークスでは好位追走から直線で抜け出すと最後はビーアストニッシドに3馬身差をつけ、タイレコードで快勝してオープン特別初勝利となった。8月20日の北九州記念では中団追走から直線で鋭く脚を伸ばすも、逃げるジャスパークローネを捕えきれず2着に敗れた。10月1日のスプリンターズステークスでは好位の3番手追走から直線で抜け出すと最後は内から伸びてきたマッドクールとの叩き合いをハナ差で制し、G1初制覇を果たした。10月5日に滋賀県のノーザンファームしがらきに放牧後、次走を検討し香港スプリントに予備登録して選出もされたが、気性的に難しく香港への空輸を考慮し辞退。高松宮記念を目標に国内戦に専念し、年内最終戦の阪神カップに出走。1番人気に支持されたが、伸びきれず5着に敗れた。

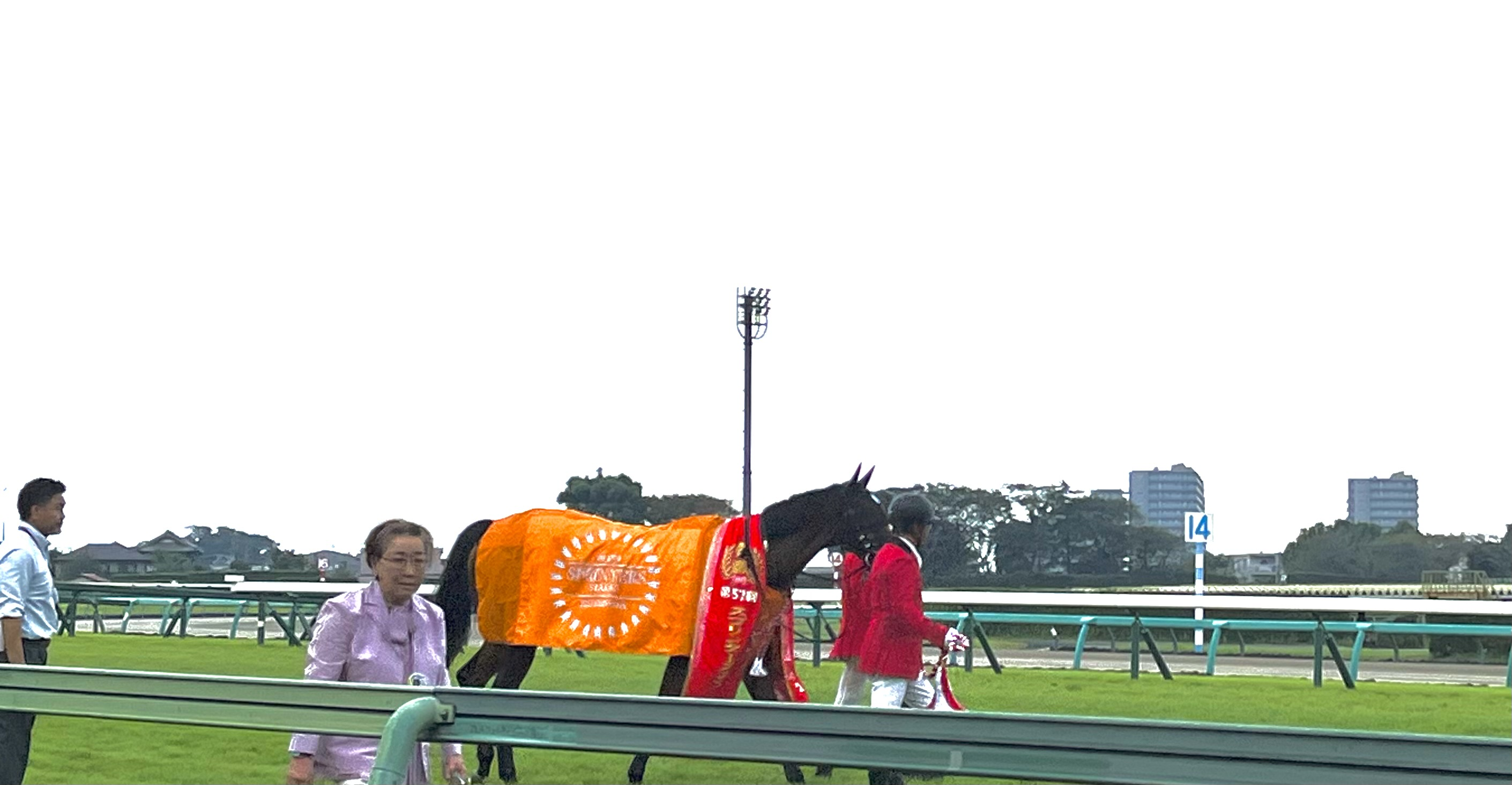
2023年スプリンターズステークス

### 5歳（2024年）
1月9日、「2023年度JRA賞」において、今回より「最優秀短距離馬」が分割され「最優秀スプリンター」と「最優秀マイラー」に新設された。その「最優秀スプリンター」の初受賞馬に選出された。予定していた高松宮記念に前哨戦を使わず出走。3番人気となり、4コーナーまではスムーズであったが本来の走りができず8着。放牧に出され7月18日に帰厩。秋はセントウルステークスから始動。好位から抜け出しゴール前で一瞬先頭に立ったがトウシンマカオの強襲に差され2着。9月29日、スプリンターズステークスで連覇を狙い、2番人気に支持されるも、好位から伸びきれず4着に終わる。なお同レースで同馬と齋藤勲助手がベストターンドアウト賞を受賞した。12月21日、阪神カップも5着敗戦となる。ママコチャが同レースを勝利できなかったことにより、父クロフネの産駒が同年残る重賞競走の有馬記念とホープフルステークスにエントリーがないため、クロフネの産駒によるJRA重賞勝利記録が最多タイの19年連続で途切れた。

### 6歳（2025年）
3月1日、オーシャンステークスにメンバー唯一のG1馬として出走。ゴール前で差し切りレースレコードタイの1分7秒1で勝利し、スプリンターズＳ以来の重賞2勝目を飾った。G1馬による同レースの勝利は初の記録。

## 競走成績
以下の内容は、netkeiba.comの情報およびJBISサーチの情報に基づく。
| 競走日     | 競馬場 | 競走名          | 格   | 距離（馬場）  | 頭 数 | 枠 番 | 馬 番 | オッズ （人気） | 着順 | タイム （上り3F） | 着差 | 騎手      | 斤量 [kg] | 1着馬（2着馬）         | 馬体重 [kg] |
| ---------- | ------ | --------------- | ---- | ------------- | ----- | ----- | ----- | --------------- | ---- | ----------------- | ---- | --------- | --------- | ---------------------- | ----------- |
| 2021.06.26 | 阪神   | 2歳新馬         |      | 芝1400m（良） | 17    | 8     | 17    | 004.00（2人）   | 08着 | R1:24.8（34.5）   | -0.6 | 0福永祐一 | 54        | タガノフィナーレ       | 468         |
| 0000.09.18 | 中京   | 2歳未勝利       |      | 芝1600m（不） | 13    | 3     | 4     | 004.10（2人）   | 03着 | R1:36.9（35.9）   | -0.1 | 0岩田望来 | 54        | ピンクマクフィー       | 478         |
| 0000.10.24 | 阪神   | 2歳未勝利       |      | 芝1400m（良） | 16    | 5     | 10    | 004.10（1人）   | 01着 | R1:20.9（34.9）   | -0.4 | 0松山弘平 | 54        | （ジャングロ）         | 468         |
| 0000.11.06 | 阪神   | ファンタジーS   | GIII | 芝1400m（良） | 10    | 8     | 9     | 004.40（3人）   | 03着 | R1:21.5（34.8）   | -0.4 | 0藤岡佑介 | 54        | ウォーターナビレラ     | 468         |
| 2022.02.05 | 中京   | エルフィンS     | L    | 芝1600m（良） | 10    | 2     | 2     | 004.50（3人）   | 02着 | R1:34.2（34.8）   | -0.2 | 0岩田望来 | 54        | アルーリングウェイ     | 466         |
| 0000.06.19 | 阪神   | 3歳上1勝クラス  |      | 芝1400m（良） | 13    | 8     | 12    | 001.30（1人）   | 01着 | R1:20.3（34.0）   | -0.1 | 0松山弘平 | 52        | （エイシンピクセル）   | 470         |
| 0000.07.30 | 新潟   | 豊栄特別        | 2勝  | 芝1600m（良） | 18    | 5     | 9     | 002.60（1人）   | 01着 | R1:31.7（33.3）   | -0.6 | 0松山弘平 | 52        | （ヴァモスロード）     | 482         |
| 0000.09.18 | 中京   | 納屋橋S         | 3勝  | 芝1600m（良） | 13    | 1     | 1     | 001.30（1人）   | 01着 | R1:33.4（33.2）   | -0.1 | 0松山弘平 | 53        | （ヴィルヘルム）       | 484         |
| 0000.12.17 | 中山   | ターコイズS     | GIII | 芝1600m（良） | 16    | 1     | 2     | 003.20（1人）   | 05着 | R1:33.7（34.7）   | -0.2 | 0松山弘平 | 53        | ミスニューヨーク       | 478         |
| 2023.04.08 | 阪神   | 阪神牝馬S       | GII  | 芝1600m（稍） | 12    | 5     | 5     | 005.00（3人）   | 09着 | R1:34.6（34.7）   | -0.7 | 0松山弘平 | 55        | サウンドビバーチェ     | 484         |
| 0000.05.28 | 京都   | 安土城S         | L    | 芝1400m（良） | 18    | 6     | 12    | 003.10（1人）   | 01着 | R1:19.0（33.0）   | -0.5 | 0鮫島克駿 | 54        | （ビーアストニッシド） | 484         |
| 0000.08.20 | 小倉   | 北九州記念      | GIII | 芝1200m（良） | 18    | 5     | 9     | 003.00（1人）   | 02着 | R1:07.4（33.9）   | -0.1 | 0鮫島克駿 | 55.5      | ジャスパークローネ     | 492         |
| 0000.10.01 | 中山   | スプリンターズS | GI   | 芝1200m（良） | 16    | 3     | 6     | 004.90（3人）   | 01着 | R1:08.0（34.5）   | -0.0 | 0川田将雅 | 56        | （マッドクール）       | 490         |
| 0000.12.23 | 阪神   | 阪神C           | GII  | 芝1400m（良） | 17    | 7     | 13    | 003.10（1人）   | 05着 | R1:19.5（34.9）   | -0.2 | 0川田将雅 | 56        | ウインマーベル         | 486         |
| 2024.03.24 | 中京   | 高松宮記念      | GI   | 芝1200m（重） | 18    | 7     | 14    | 008.00（3人）   | 08着 | R1:09.9（34.8）   | -1.0 | 0川田将雅 | 56        | マッドクール           | 488         |
| 0000.09.08 | 中京   | セントウルS     | GII  | 芝1200m（良） | 18    | 8     | 18    | 008.00（4人）   | 02着 | R1:07.8（33.9）   | -0.1 | 0鮫島克駿 | 57        | トウシンマカオ         | 498         |
| 0000.09.29 | 中山   | スプリンターズS | GI   | 芝1200m（良） | 16    | 3     | 6     | 005.20（2人）   | 04着 | R1:07.1（33.9）   | -0.1 | 0川田将雅 | 56        | ルガル                 | 498         |
| 0000.12.21 | 京都   | 阪神C           | GII  | 芝1400m（良） | 18    | 7     | 15    | 007.00（4人）   | 05着 | R1:20.3（34.1）   | -0.2 | 0川田将雅 | 56        | ナムラクレア           | 496         |
| 2025.03.01 | 中山   | オーシャンS     | GIII | 芝1200m（良） | 15    | 6     | 11    | 002.70（1人）   | 01着 | R1:07.1（33.1）   | -0.1 | 0川田将雅 | 56        | （ペアポルックス）     | 494         |
| 0000.03.30 | 中京   | 高松宮記念      | GI   | 芝1200m（良） | 18    | 7     | 15    | 014.60（6人）   | 03着 | R1:08.2（33.8）   | -0.3 | 0川田将雅 | 56        | サトノレーヴ           | 492         |
| 0000.05.03 | 東京   | 京王杯SC        | GII  | 芝1400m（良） | 12    | 3     | 3     | 002.90（1人）   | 02着 | R1:18.5（33.1）   | -0.2 | 0川田将雅 | 56        | トウシンマカオ         | 492         |

- 競走成績は2025年5月3日現在

## 血統表
| ママコチャの血統                | ママコチャの血統                                           | ママコチャの血統                   | （血統表の出典）          | （血統表の出典）  |
| 父系                            | デピュティミニスター系                                     | デピュティミニスター系             | デピュティミニスター系    | [ § 2 ]           |
| 父 *クロフネ アメリカ 芦毛 1998 | 父の父*フレンチデピュティ French Deputy アメリカ 栗毛 1992 | Deputy Minister                    | Vice Regent               | Vice Regent       |
| 父 *クロフネ アメリカ 芦毛 1998 | 父の父*フレンチデピュティ French Deputy アメリカ 栗毛 1992 | Deputy Minister                    | Mint Copy                 |                   |
| 父 *クロフネ アメリカ 芦毛 1998 | 父の父*フレンチデピュティ French Deputy アメリカ 栗毛 1992 | Mitterand                          | Hold Your Peace           | Hold Your Peace   |
| 父 *クロフネ アメリカ 芦毛 1998 | 父の父*フレンチデピュティ French Deputy アメリカ 栗毛 1992 | Mitterand                          | Laredo Lass               |                   |
| 父 *クロフネ アメリカ 芦毛 1998 | 父の母*ブルーアヴェニュー Blue Avenue アメリカ 芦毛 1990   | Classic Go Go                      | Pago Pago                 | Pago Pago         |
| 父 *クロフネ アメリカ 芦毛 1998 | 父の母*ブルーアヴェニュー Blue Avenue アメリカ 芦毛 1990   | Classic Go Go                      | Classic Perfection        |                   |
| 父 *クロフネ アメリカ 芦毛 1998 | 父の母*ブルーアヴェニュー Blue Avenue アメリカ 芦毛 1990   | Eliza Blue                         | Icecapade                 | Icecapade         |
| 父 *クロフネ アメリカ 芦毛 1998 | 父の母*ブルーアヴェニュー Blue Avenue アメリカ 芦毛 1990   | Eliza Blue                         | *コレラ(USA)              |                   |
| 母 ブチコ 白毛 2012             | 母の父キングカメハメハ 鹿毛 2001                           | Kingmambo                          | Mr. Prospector            | Mr. Prospector    |
| 母 ブチコ 白毛 2012             | 母の父キングカメハメハ 鹿毛 2001                           | Kingmambo                          | Miesque                   |                   |
| 母 ブチコ 白毛 2012             | 母の父キングカメハメハ 鹿毛 2001                           | *マンファス Manfath                | *ラストタイクーン         | *ラストタイクーン |
| 母 ブチコ 白毛 2012             | 母の父キングカメハメハ 鹿毛 2001                           | *マンファス Manfath                | Pilot Bird                |                   |
| 母 ブチコ 白毛 2012             | 母の母シラユキヒメ 白毛 1996                               | *サンデーサイレンス Sunday Silence | Halo                      | Halo              |
| 母 ブチコ 白毛 2012             | 母の母シラユキヒメ 白毛 1996                               | *サンデーサイレンス Sunday Silence | Wishing Well              |                   |
| 母 ブチコ 白毛 2012             | 母の母シラユキヒメ 白毛 1996                               | *ウェイブウインド Wave Wind        | Topsider                  | Topsider          |
| 母 ブチコ 白毛 2012             | 母の母シラユキヒメ 白毛 1996                               | *ウェイブウインド Wave Wind        | Storm and Sunshine        |                   |
| 母系(F-No.)                     | (FN:2-w)                                                   | (FN:2-w)                           | (FN:2-w)                  | [ § 3 ]           |
| 5代内の近親交配                 | Northern Dancer 5x5=6.25%                                  | Northern Dancer 5x5=6.25%          | Northern Dancer 5x5=6.25% | [ § 4 ]           |
| 出典                            | 1. 2. 3. 4.                                                | 1. 2. 3. 4.                        | 1. 2. 3. 4.               | 1. 2. 3. 4.       |

- 全姉に2020年阪神ジュベナイルフィリーズ、2021年桜花賞、2022年ヴィクトリアマイルを優勝したソダシ（白毛）がいる。
- 母、祖母ともに白毛。
- 母はJRAでダート4勝、祖母は未勝利。
- 母の半姉にJpnII関東オークスなどダートグレード競走3勝のユキチャン（白毛）、その産駒に羽田盃を優勝したアマンテビアンコ（白毛）、孫に小倉2歳ステークス・ファンタジーステークス・チューリップ賞・シルクロードステークス・京王杯スプリングカップ・セントウルステークスを優勝したメイケイエール（鹿毛）がいる。
- その他に母の半姉マシュマロの子に白毛として史上初めてJRA重賞勝利（レパードステークス・函館記念・アルゼンチン共和国杯）のハヤヤッコがいる。
- 曾祖母のウェイブウインドの5代母には伊オークス馬のミカエラ(Michaela)、さらにその祖母はイタリアの名匠フェデリコ・テシオが所有していた伊ダービー・伊オークス馬のファウスタ(fausta)である。